# Yochanan Afek

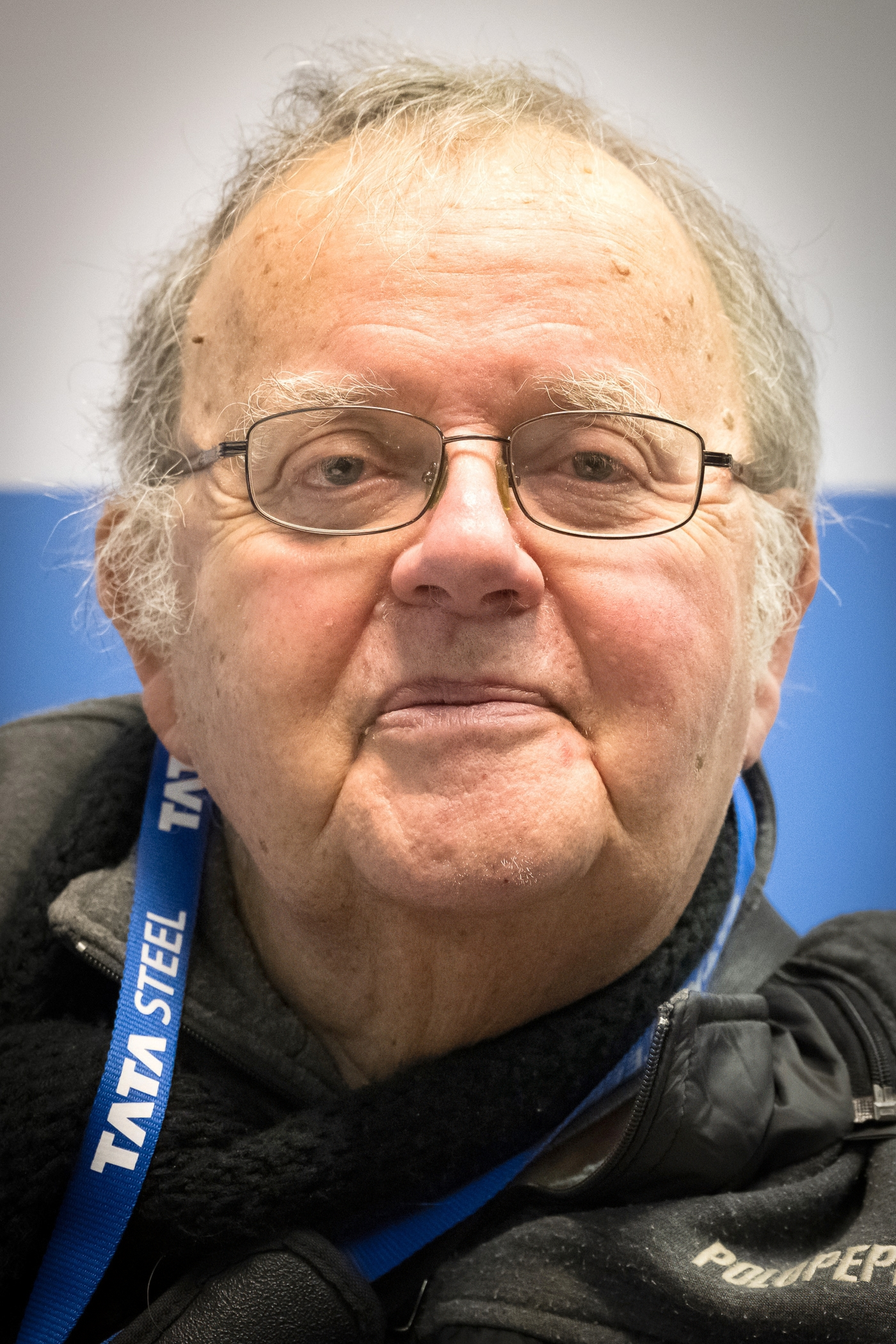
Yochanan Afek, Tata 2025

Yochanan Afek (Hebreeuws: יוחנן אפק) (Tel Aviv, 16 april 1952) is een Israëlisch schaker met een FIDE-rating van 2371 in 2005 en 2257 in 2016. Hij is een internationaal meester (IM).
Afek componeert tevens schaakproblemen, is trainer en arbiter. De Israëlische meester Moshe Czerniak wordt door Afek "mijn leraar" genoemd. Hij is uniek in het bezitten van titels op 5 aspecten van het schaakspel: hij is internationaal schaakmeester (1993), internationaal grootmeester van schaakcomposities (een van slechts zeven levende titelhouders) (2015), Internationaal Arbiter (1988), FIDE-meester in het oplossen van schaakproblemen (2005) en Internationaal Arbiter van schaakcomposities (1988).
In januari 1991 overleefde Afek bij de tweede Golfoorlog de Iraakse raketenaanvallen op Ramat Gan.
In 2002 won hij buiten mededinging de strijd om het kampioenschap van de stad Parijs.
In oktober 2005 speelde hij mee in het Micha Leuw Memorial, een onderdeel van het Eijgenbroodtoernooi dat in Amsterdam verspeeld werd. Karel van der Weide en Yochanan Afek wonnen dit toernooi met 3.5 pt. uit 5 partijen.
Het tweede hoofdstuk van Tibor Karolyi's boek uit 2009, Genius in the Background, is aan hem gewijd.